# Harold Goodwin
Harold Goodwin, född 22 oktober 1917 i Wombwell, Yorkshire, död 3 juni 2004 i Middlesex, var en brittisk skådespelare.

## Roller i urval
- 1951 – Mannen i vita kostymen
- 1953 – Det grymma havet
- 1954 – Miljonpundssedeln
- 1955 – De flögo österut
- 1955 – Ladykillers
- 1957 – Bron över floden Kwai
- 1957 – Prinsen och balettflickan
- 1957 – Vi sitter i sjön
- 1958 – Brott och skratt
- 1959 – Mumiens hämnd
- 1961 – Nu tar vi flygmalajen
- 1961 – Tidernas agent
- 1962 – Den längsta dagen
- 1962 – Massor av bovar
- 1968 – Höj inte bron, sänk floden
- 1977 – Stackars Dennis